# إدي ن. روبنسون
إدي ن. روبنسون (بالإنجليزية: Eddie N. Robinson)‏ هو لاعب كرة قدم أمريكية أمريكي، ولد في 15 أكتوبر 1873 في لين في الولايات المتحدة، وتوفي في 10 مارس 1945 في بوسطن في الولايات المتحدة.